# رئیسان کمیته بین‌المللی المپیک

رئیسان کمیته بین‌المللی المپیک (به انگلیسی: (IOC) Presidents of the International Olympic Committee)
پس از تشکیل کمیته بین‌المللی المپیک در ۲۳ ژوئن ۱۸۹۴، دمتریوس ویکلاس از کشور یونان به عنوان اولین رئیس این نهاد برگزیده شد.
در حال حاضر ریاست این نهاد بین‌المللی بر عهده توماس باخ از کشور آلمان می‌باشد وی به عنوان نهمین رئیس کمیته بین‌المللی المپیک از ۱۰ سپتامبر ۲۰۱۳ متصدی این مقام می‌باشد
پیر دو کوبرتن، طولانی‌ترین مدت ریاست (۲۹ سال) و Godefroy de Blonay کوتاه‌ترین مدت ریاست (۳ سال) را بر عهده داشته‌اند. 	
در زیر مشخصات نه فردی که از زمان تأسیس کمیته بین‌المللی المپیک عهده‌دار ریاست آن کمیته بوده‌اند آمده است.
| ملیت                | تصویر | نام                   | شروع            | پایان           | مدت ریاست    |
| ------------------- | ----- | --------------------- | --------------- | --------------- | ------------ |
| یونان               |       | دمتریوس ویکلاس        | ۱۸۹۴            | ۱۸۹۶            | ۲ سال        |
| فرانسه              |       | پیر دو کوبرتن         | ۱۸۹۶            | ۱۹۲۵            | ۲۹ سال       |
| سوئیس               |       | Godefroy de Blonay    | ۱۹۱۶            | ۱۹۱۹            | ۳ سال (کفیل) |
| بلژیک               |       | انری دو بایه-لاتور    | ۱۹۲۵            | ۱۹۴۲            | ۱۷ سال       |
| سوئد                |       | سیگفرید ادستروم       | ۱۹۴۲            | ۱۹۵۲            | ۱۰ سال       |
| ایالات متحده آمریکا |       | آوری بروندیج          | ۱۵ اوت ۱۹۵۲     | ۱۱ سپتامبر ۱۹۷۲ | ۲۰ سال       |
| جمهوری ایرلند       |       | مایکل موریس           | ۲۵ اوت ۱۹۷۲     | ۱۹۸۰            | ۸ سال        |
| اسپانیا             |       | خوان آنتونیو سامارانش | ۱۹۸۰            | ۱۶ ژوئیه ۲۰۰۱   | ۲۱ سال       |
| بلژیک               |       | ژاک روگ               | ۱۶ ژوئیه ۲۰۰۱   | ۱۱ سپتامبر ۲۰۱۳ | ۱۲ سال       |
| آلمان               |       | توماس باخ             | ۱۲ سپتامبر ۲۰۱۳ | تاکنون          |              |